# Lijst van afleveringen van Superman: The Animated Series
Dit is een lijst van afleveringen van Superman: The Animated Series

## Seizoen 1
| Titel aflevering | Nr. | Regisseur                | Schrijvers                     | Uitzenddatum VS   |
| --- | --- | ------------------------ | ------------------------------ | ----------------- |
| The Last Son of Krypton: Part I | 001 | Dan Riba                 | Alan Burnett, Paul Dini        | 6 september 1996  |
| Op de planeet Krypton vermoedt wetenschapper Jor-El dat zijn wereld binnenkort zal ontploffen. Niemand gelooft hem echter omdat supercomputer Brainiac dit ontkent. Jor-El ontdekt dat hij wel degelijk gelijk heeft, maar Brainiac hierover zwijgt om zichzelf te redden, aangezien het voor de bevolking toch al te laat is. Jor-El besluit echter alsnog zijn zoontje Kal-El naar de Aarde te sturen. |     |                          |                                |                   |
| The Last Son of Krypton: Part II | 002 | Scott Jeralds, Curt Geda | Alan Burnett, Paul Dini        | 6 september 1996  |
| Kal-El wordt op Aarde gevonden door Jonathan en Martha Kent die hem adopteren als Clark. Als Clark ouder wordt ontdekt hij dat hij speciale krachten heeft en onthullen zijn pleegouders hem zijn ware afkomst. Als Clark later in Metropolis gaat werken als reporter, is hij al bekend als held. Dan probeert een groep terroristen een gevechtspak van Lex Luthor te stelen.                          |     |                          |                                |                   |
| The Last Son of Krypton: Part III | 003 | Bruce Timm, Dan Riba     | Alan Burnett, Paul Dini        | 6 september 1996  |
| Clark staat dankzij een artikel van Lois Lane bekend als Superman. Hij vermoedt dat Luthor het pak zelf heeft laten stelen voor de Kasniaanse regering. Lois ontdekt het schip, waar John Corben de operatie leidt. |     |                          |                                |                   |
| Fun and Games | 004 | Kazuhide Tomonaga        | Robert N. Skir, Marty Isenberg | 7 september 1996  |
| Gangster Bruno Mannheim wordt doelwit van de kinderlijke maar dodelijke Toyman. |     |                          |                                |                   |
| A Little Piece of Home | 005 | Toshihiko Masuda         | Hilary J. Bader                | 14 september 1996 |
| Superman blijkt kwetsbaar te zijn voor kryptoniet. Luthor wil het gebruiken om hem te doden. |     |                          |                                |                   |
| Feeding Time | 006 | Dan Riba                 | Robert Goodman                 | 21 september 1996 |
| Rudy Jones verandert in de Parasite, die zich voedt met andermans energie. Zijn keuze valt op Superman. |     |                          |                                |                   |
| The Way of All Flesh | 007 | Kenji Hachizaki          | Stan Berkowitz                 | 19 oktober 1996   |
| Met hulp van Luthor wordt John Corben verandert in Metallo: een robot met een hart van kryptoniet. |     |                          |                                |                   |
| Stolen Memories | 008 | Curt Geda                | Rich Fogel                     | 2 november 1996   |
| Brainiac komt in zijn zoektocht naar kennis op Aarde terecht, via contact met LexCorp. Superman ontdekt dat Brainiac echter alle kennis van de werelden die hij bezoekt overneemt om de planeet daarna te vernietigen. |     |                          |                                |                   |
| The Main Man: Part I | 009 | Dan Riba                 | Paul Dini                      | 9 november 1996   |
| Premiejager Lobo krijgt opdracht van de geheimzinnige Preserver om de laatste Kryptoniër te vangen. |     |                          |                                |                   |
| The Main Man: Part II | 010 | Dan Riba                 | Paul Dini                      | 16 november 1996  |
| Lobo is als laatste Czarniaan ook gevangen door de Preserver. Noodgedwongen werkt Superman met hem samen om te ontsnappen. |     |                          |                                |                   |
| My Girl | 011 | Yuichiro Yano            | Hilary J. Bader                | 23 november 1996  |
| Lana Lang komt naar Metropolis. Ze besluit om voor Superman bij Luthor te spioneren. |     |                          |                                |                   |
| Tools of the Trade | 012 | Curt Geda                | Mark Evanier                   | 1 februari 1997   |
| De geheimzinnige Kanto voorziet Mannheim en Intergang in speciale wapens. Inspecteur Dan "Terrible" Turpin gaat zelf op onderzoek en redt uiteindelijk Superman zelf. Mannheim komt terecht op Apokolips en ontmoet daar Darkseid. |     |                          |                                |                   |
| Two's a Crowd | 013 | Hiroyuki Aoyama          | Stan Berkowitz                 | 15 februari 1997  |
| Earl Graver legt een tijdbom, maar raakt in coma voordat hij kan vertellen waar. Clark vraagt de Parasite om Gravers gedachten te lezen. |     |                          |                                |                   |

## Seizoen 2
| Titel aflevering | Nr. | Regisseur         | Schrijvers                              | Uitzenddatum VS   |
| --- | --- | ----------------- | --------------------------------------- | ----------------- |
| Blasts From the Past: Part I | 014 | Dan Riba          | Robert Goodman                          | 8 september 1997  |
| Superman en Professor Hamilton ontdekken de Phantom Zone en bevrijden Mala eruit. Luthor probeert de publieke opinie tegen haar en Superman te keren, waarop Mala ontsnapt om haar meerdere, generaal Jax-Ur, te bevrijden.                 |     |                   |                                         |                   |
| Blasts From the Past: Part II | 015 | Dan Riba          | Robert Goodman                          | 9 september 1997  |
| Jax-Ur heeft dezelfde krachten als Superman, maar wil ze ten kwade gebruiken. |     |                   |                                         |                   |
| The Prometheon | 016 | Nobuo Tomizawa    | Stan Berkowitz, Alan Burnett            | 12 september 1997 |
| Superman ontdekt in de ruimte een reusachtig wezen, dat zich voedt met hitte. Het komt in Metropolis terecht. |     |                   |                                         |                   |
| Speed Demons | 017 | Toshihiko Masuda  | Rich Fogel                              | 13 september 1997 |
| Superman en de Flash houden een racewedstrijd. Onderweg worden ze aangevallen door de Weather Wizard. |     |                   |                                         |                   |
| Livewire | 018 | Curt Geda         | Evan Dorkin, Sarah Dyer                 | 13 september 1997 |
| Leslie Willis verandert in de elektrisch geladen Livewire. |     |                   |                                         |                   |
| Identity Crisis | 019 | Curt Geda         | Robert Goodman, Joe R. Lansdale         | 15 september 1997 |
| Luthor heeft een kloon van Superman laten maken. Deze begint echter al snel imperfect te worden, en wordt Bizarro genoemd. Bizarro denkt echter nog steeds dat hij Superman is.                                                             |     |                   |                                         |                   |
| Target | 020 | Curt Geda         | Hilary Bader                            | 19 september 1997 |
| Lois wordt belaagd door een onbekende stalker. |     |                   |                                         |                   |
| Mxyzpixilated | 021 | Dan Riba          | Paul Dini                               | 20 september 1997 |
| Superman wordt gekweld door een duveltje uit een andere dimensie: Mr. Mxyzptlk. Als hij een truc ontdekt om steeds voor drie maanden van Mxyzptlk af te zijn, raakt deze geobsedeerd van hem.                                               |     |                   |                                         |                   |
| Action Figures | 022 | Kenji Hachizaki   | Hilary Bader                            | 20 september 1997 |
| Metallo is zijn geheugen kwijt en belandt bij twee kinderen op een eiland. |     |                   |                                         |                   |
| Double Dose | 023 | Yuichiro Yano     | Hilary Bader                            | 22 september 1997 |
| Livewire ontsnapt en besluit samen te werken met Parasite. |     |                   |                                         |                   |
| Solar Power | 024 | Kazuhide Tomonaga | Robert Goodman                          | 26 september 1997 |
| Lois' stalker Edward Lytener keert terug als Luminus, met een truc om Superman krachteloos te maken. |     |                   |                                         |                   |
| Brave New Metropolis | 025 | Curt Geda         | Stan Berkowitz, Alan Burnett            | 27 september 1997 |
| Lois belandt in een alternatief universum, waarin Lois Lane dood is, en Superman hierop met Luthor is gaan samenwerken en een politiestaat gecreëerd heeft.                                                                                 |     |                   |                                         |                   |
| Monkey Fun | 026 | Curt Geda         | Evan Dorkin, Sarah Dyer                 | 27 september 1997 |
| De aap Titano is na jaren in de ruimte geweest te zijn, levensgevaarlijk geworden. |     |                   |                                         |                   |
| Ghost in the Machine | 027 | Hiroyuki Aoyama   | Rich Fogel                              | 29 september 1997 |
| Brainiac had, voor de vernietiging van zijn schip, zichzelf in het netwerk van LexCorp overgeplaatst. Luthor wordt gedwongen om mee te helpen aan een nieuw robotlichaam.                                                                   |     |                   |                                         |                   |
| Father's Day | 028 | Dan Riba          | Mark Evanier, Steve Gerber              | 3 oktober 1997    |
| Om in de gunst van zijn vader Darkseid te komen reist Kalibak naar de Aarde om Superman uit te dagen. Precies op Vaderdag, als Clarks ouders in de stad zijn.                                                                               |     |                   |                                         |                   |
| World's Finest: Part I | 029 | Toshihiko Masuda  | Alan Burnett, Paul Dini, Rich Fogel     | 4 oktober 1997    |
| De Joker duikt op in Metropolis en biedt Luthor aan om Superman te doden met kryptoniet. Batman is hem gevolgd. Terwijl Lois een relatie met Bruce Wayne krijgt ontdekken Superman en Batman elkaars identiteiten.                          |     |                   |                                         |                   |
| World's Finest: Part II | 030 | Toshihiko Masuda  | Alan Burnett, Paul Dini, Steve Gerber   | 4 oktober 1997    |
| Het plan van de Joker mislukt nog net, maar hij krijgt een tweede kans van Luthor. De Joker leidt Superman af door een schip te bombarderen, terwijl Batman aangevallen wordt door een gevechtsrobot van LexCorp.                           |     |                   |                                         |                   |
| World's Finest: Part III | 031 | Toshihiko Masuda  | Alan Burnett, Paul Dini, Stan Berkowitz | 4 oktober 1997    |
| Het plan om Batman te doden is mislukt, en Lois is kwaad dat Bruce zijn dubbelleven voor haar geheimhield. Luthor besluit zijn schuld te verhullen door de Joker te doden, maar is geen partij voor de gek, die de aanval op de stad inzet. |     |                   |                                         |                   |
| The Hand of Fate | 032 | Dan Riba          | Hilary Bader, Stan Berkowitz            | 6 oktober 1997    |
| Een gevaarlijke demon ontsnapt. Superman hoopt op de hulp van Dr. Fate. |     |                   |                                         |                   |
| Bizarro's World | 033 | Hiroyuki Aoyama   | Robert Goodman                          | 10 oktober 1997   |
| Bizarro leert over Krypton en besluit de Aarde erin te veranderen. |     |                   |                                         |                   |
| Prototype | 034 | Curt Geda         | Hilary Bader                            | 11 oktober 1997   |
| LexCorp doneert een sterk gevechtsharnas aan de politie, maar dit blijkt onstabiel, zoals John Henry Irons al vreesde. |     |                   |                                         |                   |
| The Late Mr. Kent | 035 | Kenji Hachizaki   | Stan Berkowitz                          | 1 november 1997   |
| Terwijl hij een onschuldig ter dood veroordeelde tracht te helpen wordt Clarks auto opgeblazen. Hoe kan hij nu als Clark terugkeren zonder te verraden dat hij Superman is?                                                                 |     |                   |                                         |                   |
| Heavy Metal | 036 | Curt Geda         | Hilary Bader                            | 8 november 1997   |
| John Henry Irons wordt Steel en helpt Superman tegen Metallo. |     |                   |                                         |                   |
| Warrior Queen | 037 | Curt Geda         | Hilary Bader                            | 22 november 1997  |
| Koningin Maxima besluit dat Superman haar ideale partner is. |     |                   |                                         |                   |

## Seizoen 3
| Titel aflevering | Nr. | Regisseur        | Schrijvers                                       | Uitzenddatum VS   |
| --- | --- | ---------------- | ------------------------------------------------ | ----------------- |
| Apokolips...Now!: Part I | 038 | Dan Riba         | Rich Fogel & Bruce W. Timm                       | 7 februari 1998   |
| Mannheims Intergang keert terug met zeer exotische wapens. Ene Orion schiet Superman te hulp en verklaart dat Mannheim slechts een pion is van Darkseid. |     |                  |                                                  |                   |
| Apokolips...Now!: Part II | 039 | Dan Riba         | Rich Fogel & Bruce W. Timm                       | 18 februari 1998  |
| Darkseid opent de aanval op Metropolis, maar Superman weigert zich bij hem aan te sluiten. Ook Dan Turpin ziet overgave niet zitten en neemt de verdediging op zich.                                                                                               |     |                  |                                                  |                   |
| Little Girl Lost: Part I | 040 | Curt Geda        | Alan Burnett, Paul Dini, Evan Dorkin, Sarah Dyer | 2 mei 1998        |
| Superman ontdekt dat op Kryptons buurplaneet Argo nog één overlevende was. Kara neemt op Aarde het heft in eigen handen en noemt zichzelf Supergirl. Samen met Jimmy ontdekt ze dat Intergang terug is en onder leiding van Granny Goodness jongeren hersenspoelt. |     |                  |                                                  |                   |
| Little Girl Lost: Part II | 041 | Curt Geda        | Evan Dorkin, Sarah Dyer, Rich Fogel              | 2 mei 1998        |
| Superman en Supergirl ontdekken dat Darkseids ware plan het laten inslaan van een komeet was, om de Aarde alsnog te vernietigen. |     |                  |                                                  |                   |
| Where There's Smoke | 042 | Dan Riba         | Hilary J. Bader                                  | 19 september 1998 |
| Superman helpt ene Volcana die op de vlucht is voor een geheim agentschap. |     |                  |                                                  |                   |
| Knight Time | 043 | Curt Geda        | Robert Goodman                                   | 10 oktober 1998   |
| Bruce Wayne is verdwenen. Vermomd als Batman gaat Superman met Robin naar hem op zoek. |     |                  |                                                  |                   |
| New Kids in Town | 044 | Butch Lukic      | Stan Berkowitz & Rich Fogel                      | 31 oktober 1998   |
| Brainiac reist uit de verre toekomst naar de jeugd van Clark. Maar drie leden van het Legion of Superheroes zijn hem gevolgd. |     |                  |                                                  |                   |
| Obsession | 045 | Dan Riba         | Andrew Donkin & Ron Fogelman                     | 15 november 1998  |
| Darcy is een nieuw topmodel in Metropolis, maar blijkt connecties te hebben met de Toyman. |     |                  |                                                  |                   |
| Little Big Head Man | 046 | Shin-Ichi Tsuji  | Paul Dini & Robert Goodman                       | 21 november 1998  |
| Mr. Mxyzptlk keert terug, samen met Bizarro. |     |                  |                                                  |                   |
| Absolute Power | 047 | Butch Lukic      | Hilary J. Bader & Alan Burnett                   | 16 januari 1999   |
| Jax-Ur en Mala zijn ontsnapt en hebben een planeet veroverd en omgedoopt tot New Krypton. Maar dan blijkt dat ze de Aarde willen aanvallen. |     |                  |                                                  |                   |
| In Brightest Day... | 048 | Butch Lukic      | Hilary J. Bader                                  | 6 februari 1999   |
| Kyle Rayner wordt de nieuwe Green Lantern van de Aarde en krijgt het aan de stok met Sinestro. |     |                  |                                                  |                   |
| Superman's Pal | 049 | Kazumi Fukushima | Robert Goodman                                   | 20 februari 1999  |
| Jimmy krijgt tegen zijn zin veel aandacht als hij "Superman's pal" wordt genoemd. |     |                  |                                                  |                   |
| A Fish Story | 050 | Shin-Ichi Tsuji  | Hilary J. Bader & Rich Fogel                     | 8 mei 1999        |
| Luthor is bezig met experimenten onder water. Superman en Lois besluiten Aquaman te helpen. |     |                  |                                                  |                   |
| Unity | 051 | Shin-Ichi Tsuji  | Paul Dini & Rich Fogel                           | 15 mei 1999       |
| Een buitenaardse parasiet dreigt Smallville en de hele wereld over te nemen. |     |                  |                                                  |                   |
| The Demon Reborn | 052 | Dan Riba         | Rich Fogel                                       | 18 september 1999 |
| Ra's al Ghul is een sterfelijke oude man geworden en wil daarom Supermans krachten stelen. Maar Batman is er ook nog. |     |                  |                                                  |                   |
| Legacy: Part I | 053 | Curt Geda        | Rich Fogel                                       | 5 februari 2000   |
| Darkseid heeft Superman gehersenspoeld, zodat hij denkt dat hij was opgegroeid op Apokolips. Darkseid zet hem in tegen de Aarde. |     |                  |                                                  |                   |
| Legacy: Part II | 054 | Dan Riba         | Paul Dini & Rich Fogel                           | 12 februari 2000  |
| Superman is weer bij zinnen en moet zien te ontsnappen om zijn naam te zuiveren. Maar bovenal wil hij wraak op Darkseid. |     |                  |                                                  |                   |

## Crossovers

### The New Batman Adventures
| Titel aflevering                                                              | Regisseur       | Schrijvers | Uitzenddatum VS |
| ----------------------------------------------------------------------------- | --------------- | ---------- | --------------- |
| Girls' Night Out                                                              | Hilary J. Bader | Curt Geda  | 17 oktober 1998 |
| Batgirl en Supergirl nemen het op tegen Harley Quinn, Poison Ivy en Livewire. |                 |            |                 |

### Static Shock
| Titel Aflevering                                                       | Regisseur       | Schrijvers | Uitzenddatum VS |
| ---------------------------------------------------------------------- | --------------- | ---------- | --------------- |
| Toys in the Hood                                                       | Hilary J. Bader | Curt Geda  | 3 mei 2003      |
| De Toyman duikt op in Dakota, dus Superman en Static gaan samenwerken. |                 |            |                 |